# Ronta (Cesena)
Ronta è una frazione del comune di Cesena, in provincia di Forlì-Cesena.                                                   Si sviluppa lungo la Via Ravennate, all'interno del quartiere "Ravennate",  a destra del fiume Savio, a circa 6 km dal centro cittadino.

## Storia
La zona risulta già popolata in età del Bronzo, attorno al VI secolo a.C. Resti di questo periodo sono stati rinvenuti al Guado della Fornasaccia, a sud di Ronta sul fiume Savio: sono frammenti di giare, tazze in ceramica, spatole ricavate da ossa spaccate, punte di frecce in selce, un macinello in pietra calcarea e resti di ceneri e carboni, testimoni di un antichissimo insediamento di uomini che abitavano in capanne. Numerosi reperti archeologici documentano l'insediamento in età romana: laterizi, strati fittili e la testina di marmo, ritratto femminile del I secolo d.C. venuta alla luce proprio presso la frazione. 
Con la centuriazione viene diviso il territorio tramite linee ben precise chiamate cardi e decumani che, assieme alla linea naturale formata dal fiume Savio, delimitano l'intera area. Nella fondazione della Pieve è evidente l'intervento della chiesa di Ravenna, documentato dal fatto che alcuni monasteri e la cattedrale avevano a Ronta il possesso di molti fondi, con la conseguenza che coloni ravennati in grande numero proseguirono l'opera dei Romani nelle maglie della centuriazione. 
Sin dal 1200 i canonici della cattedrale estendevano la loro giurisdizione sulle pievi del contado. Nel 1465 diviene arciprete della Pieve di Ronta il canonico Paolo Poliziano, che ha lasciato tracce di sé anche sul battistero (1503) e nel tabernacolo. Un anno dopo abbraccia il progetto di restaurare la Pieve di Ronta che è in stato di abbandono e risiede nella canonica. I lavori di restauro proseguiranno per anni dopo la morte del canonico, fino al 1519 quando, a seguito della rinuncia del canonico don Giovanni Battista da Montepulciano, la Pieve diventerà proprietà, su richiesta dell'abate, del cenobio dell'Abbazia del Monte. Tale data è incisa sul fronte del tabernacolo assieme allo stemma dell'Abbazia del Monte; lo stemma è riprodotto pure sulla pila dell'acqua santa nella chiesa. Da allora, e per lunghi anni, l'abate pro tempore funse da parroco nella chiesa, governandola per mezzo di vicari. Questo passaggio di proprietà non avvenne senza controversie e ne sono testimonianza processi e cause susseguitesi per circa tre secoli, tra l'abate e il vescovo circa la giurisdizione. Fu solo il 23 marzo del 1830 che l'abate del Monte restituì la proprietà al vescovo di Cesena.
Fino agli anni quaranta del novecento sul fiume Savio, in prossimità della chiesa, era attiva una barca che traghettava persone e merci, dato che nei dintorni non c'erano ponti (i più vicini erano il ponte Nuovo a Cesena e il ponte di Mensa, distanti fra loro 11km). 

## Monumenti e luoghi d'interesse

### La Pieve
La Pieve di Ronta si eleva ad un incrocio della centuriazione e presenta un chiaro stile architettonico ravennate - bizantino. È ricordata per la prima volta in documento del 942, un contratto in cui la badessa di S. Martino di Ravenna dà in enfiteusi il fondo di Busseto, sito in "territorio Cesenate Plebe S. Maria in Ronta" (il suo ambito giurisdizionale si estendeva proprio ai confini della diocesi di Cesena con il territorio ravennate). Enfiteusi di terre nel plebato di Ronta da parte degli arcivescovi metropolitani compaiono in documenti fino al 1265. La pieve, costruita quindi nell'VII secolo, deve ad epoche successive ma non troppo distanziate, le due sopraelevazioni.
Il primo elemento in ordine di tempo ad aggiungersi all'originario impianto basilicare è la cripta, non visibile perché interrata nell'ultimo dopoguerra, altro elemento, successivo alla costruzione della chiesa, è la torre campanaria: vari assaggi ne hanno individuato la presenza pochi metri a nord-ovest dell'attuale facciata; presenta la forma cilindrica tipica della tradizione dei campanili ravennati. Le fondamenta di un quadri-portico sono inoltre venute alla luce proprio dinnanzi alla parte mediana della facciata, a circa due metri di profondità.
La chiesa, così come oggi ci appare, presenta una pianta basilicale a tre navate con la caratteristica abside a sette lati rivolta ad oriente. L'interno, spartito da due serie di otto archi, risulta interamente soffittato in mattoni, con capriate nella navata centrale e travature a capanna in quelle laterali. L'esterno è caratterizzato, ai fianchi della navata maggiore, dalla esatta disposizione delle otto finestre diaframmate lunghe e strette, ai fianchi delle navate minori, da una serie progressiva di lesene (queste, però, mancano della navata nord che risulta rifatta). tre finestre si aprono anche nella parte centrale dell'abside, mentre nelle pareti di fondo delle navi minori si vedono ancora due finestrelle a doppia strombatura e diaframmate al centro.

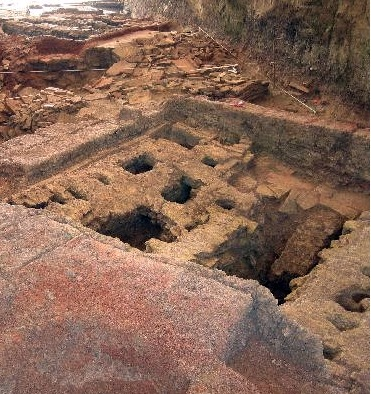
Le Fornaci romane

### Fornaci romane
Nel settembre del 2005, durante i lavori per la realizzazione del Canale Emiliano Romagnolo, sono state scoperte a Ronta delle fornaci romane. Sono le più integre mai rinvenute in Emilia-Romagna e forse in tutta l'Italia settentrionale. Il complesso risale al II secolo a.C. ed è composto da tre fornaci di forma rettangolare di grandi dimensioni; la pavimentazione è in mattoncini. Vi si producevano laterizi.